# ヴァシーリー・パヴロヴィチ・ロチェフ
ヴァシーリー・パヴロヴィチ・ロチェフ（Vasily Pavlovich Rochev、ロシア語: Василий Павлович Рочев 、1951年12月22日 - ）はソビエト連邦コミ共和国Bakur村出身の元クロスカントリースキー選手。1970年代から1980年代にかけて活躍した。
妻ニナ・セリュニナ＝ロチェワ、息子ヴァシーリー・ヴァシーリエヴィチ・ロチェフともクロスカントリースキーのオリンピックメダリストであり、娘のオリガ・シュチュチキナ(Olga Shchuchkina)も2010年バンクーバーオリンピックに出場した。

## プロフィール
1974年ノルディックスキー世界選手権で国際大会にデビュー、15km銅メダル、リレーで銀メダルを獲得、50kmで5位に入賞した。インスブルックオリンピックでは30km10位、50km12位に終わり、1978年ノルディックスキー世界選手権でも15km8位、リレー4位とメダルに届かなかった。
1980年のレークプラシッドオリンピックでは30kmで銀メダル、リレーで金メダルを獲得した。
ソビエト連邦選手権では個人で5度、リレーで7度優勝。現役引退後はコーチを務めた。